# Шерцингер, Алоис
Алоис Шерцингер (нем. Alois Schertzinger, 13 июля 1787, Гютенбах, Баден, Священная Римская империя — 24 февраля 1864, Сарата, Бессарабия, Российская империя) — часовщик, сооснователь немецкой колонии Сарата.

## Биография
Алоис Шерцингер родился 13 июля 1787 года в Гютенбахе. Алоис изучал часовое ремесло и в 17 лет эмигрировал в Санкт-Петербург. Там он получил награду за своё часовое дело и был признан "опытным мастером".
Шерцингер был хорошим скрипачом и принимал участие в нескольких концертах. Благодаря своим талантам он был временно дирижёром при дворе Александра I. 
В Петербурге Алоис познакомился со священником Игнацем Линдлём. Когда Линдль решил основать немецкую колонию в Бессарабии, Шерцингер последовал за ним. Алоис разработал план поселения Сарата, которое было основано в 1822 году. Поскольку Шерцингер владел русским языком и благодаря своему организационному таланту в закупке строительных материалов, он был важной опорой немецких поселенцев. 27 августа 1822 года Алоис женился на уроженке Бад-Шёнборна Марианне Шефер (1805—1888), с которой у него было 3 ребёнка.
Шерцингер был помощником мэра Сарата Готтлиба Файгеля более 19 лет и неоднократно был уполномоченным представителем общины в Аккерманском окружном суде. Несмотря на признание своих заслуг в создании Сараты, в поздние годы он ушёл в частную жизнь.
Российский император удостоил Алоиса чести за многолетнюю службу, наградив его серебряной медалью, которой были награждены лишь несколько бессарабских немцев.
Алоис Шерцингер умер 24 февраля 1864 года от инсульта в Сарате и был похоронен там 26 февраля 1864 года.